# Dret a Morir Dignament
|  | Per a altres significats, vegeu «Dret a morir». |

Dret a Morir Dignament (DMD) és una associació federal de l'Estat espanyol que promou el dret de tota persona a disposar amb llibertat del seu cos i de la seva vida, i a elegir lliurement i legalment el moment i els mitjans per finalitzar-la. Defensa el dret dels malalts terminals i irreversibles a, arribat el moment, morir pacíficament i sense patiments, si aquest és el seu desig exprés.
La federació Dret a Morir Dignament va ser fundada el 1984 sota el nom Associació Dret a Morir Dignament. El 13 de desembre del 1984 es va inscriure en el Ministeri de l'Interior espanyol amb el número 57889, legalitzant així un moviment ciudadà de respecte a la llibertat de l'individu al final de la seva vida.
L'Associació Dret a Morir Dignament està associada a la Federació Mundial d'Associacions pel Dret a Morir.
El 2024, la seva branca catalana va rebre la Creu de Sant Jordi.